# Jean-Jacques Uhrich
Jean-Jacques Alexis Uhrich (Phalsbourg, 5 febbraio 1802 – Parigi, 9 ottobre 1886) è stato un generale francese.

## Biografia

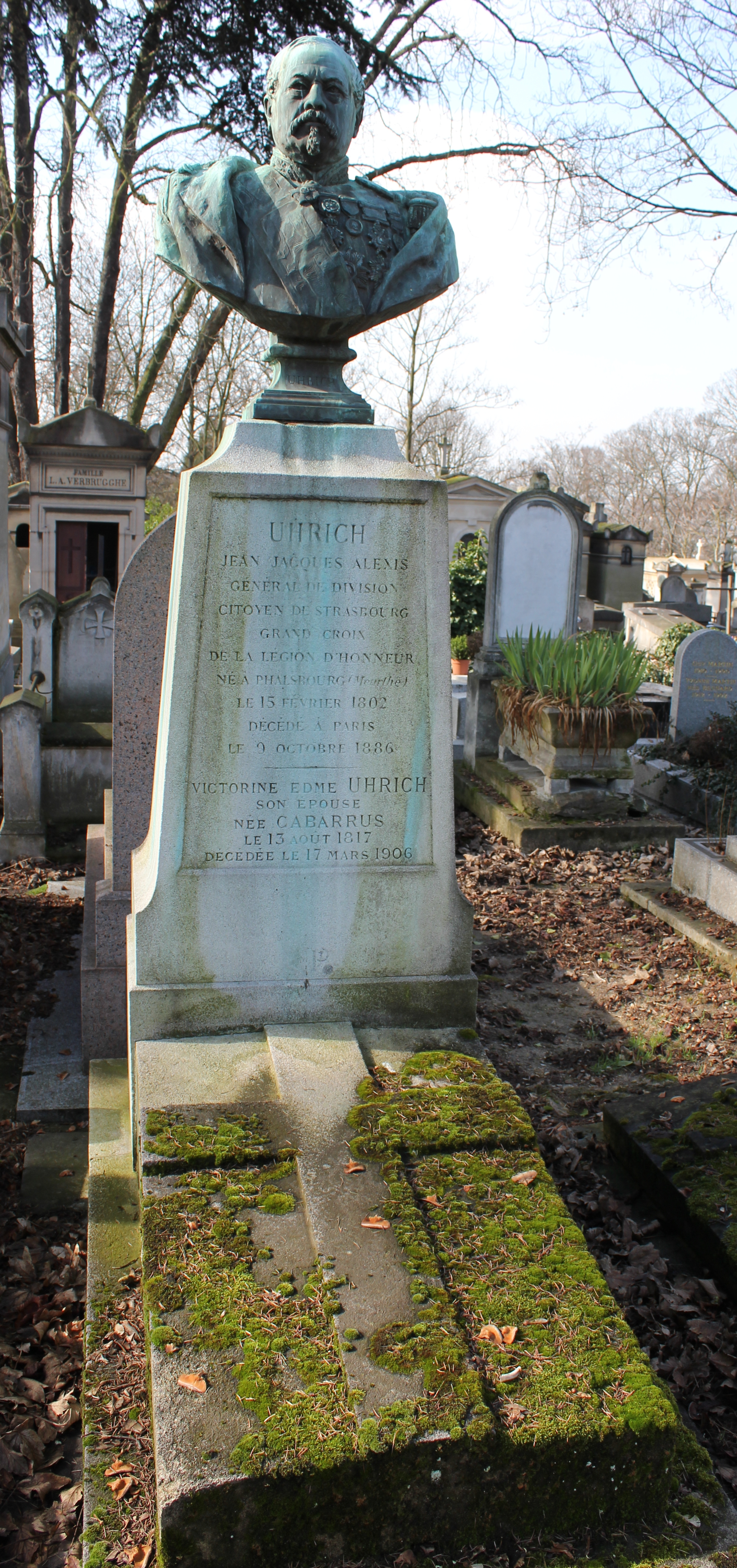
La tomba di Uhrich al cimitero di Père-Lachaise

Jean-Jacques Alexis Uhrich nacque a Phalsbourg, in Alsazia, nel 1802. Fu prozio del generale francese Maurice Gamelin (1872–1958). Frequentò dal 1818 al 1820 la scuola di Saint-Cyr, ricevendo il decreto di promozione alla presenza di re Luigi XVIII a Saint-Cloud. In questa stessa occasione il generale Nicolas Charles Oudinot ottenne il bastone da maresciallo di Francia.
Dopo una breve ma proficua carriera militare, divenne comandante della 5ª divisione del corpo d'armata nella campagna d'Italia del 1859, combattendo nella battaglia di Magenta. Venne richiamato in servizio nel 1870 quando venne nominato governatore militare di Strasburgo e comandante della 6ª divisione militare che qui aveva sede. Fu lui a condurre le difese durante l'assedio di Strasburgo del 1870 contro i prussiani e fu lui ad arrendersi al nemico il 28 settembre di quello stesso anno, dopo quasi un mese e mezzo di scontri.
Fu consigliere generale del cantone di Phalsbourg sino al 1871.
Morì a Parigi il 9 ottobre 1886 e venne sepolto nel cimitero di Père-Lachaise (50ª divisione). A Parigi, l' avenue du Général-Uhrich venne chiamata così in suo onore per breve tempo dal 1870 al 1872 su proposta del sindaco di Parigi di allora, Étienne Arago. Dopo la capitolazione di Strasburgo, il generale Uhrich venne processato e pertanto dal 1875 la strada venne ribattezzata col nome di avenue du Bois de Boulogne. Attualmente la strada è l' avenue Foch.
A Nantes, il quai de la Bourse venne ribattezzato quai Uhrich il 4 ottobre 1870. Dal 1906 il nome venne riportato a quello originario di quai de la Bourse
A Illkirch-Graffenstaden, uno dei forti della piazza d'arme di Strasburgo porta il suo nome dal 1918.